# Warrior Soul
Warrior Soul var ett amerikanskt heavy metal-band aktivt i slutet av 1980-talet och början av 1990-talet. Trots goda recensioner, lyckades Warrior Soul med sin politiska agenda inte sälja skivor, vilket ledde till bandets splittring 1995. Sedan 2007 har de åter börjat spela och släppte ett nytt album 2008.

## Biografi
Warrior Soul föddes år 1987 i sångaren Kory Clarkes huvud. På en öppen talangkväll i klubben Pyramid som hölls regelbundet läste han då och då dikter. Till sist blev han tillsagd att han inte fick uppträda om han inte skaffade sig ett band. Förargad skrek han tillbaks att han skulle återvända med världens bästa band och gick hem för att ringa upp alla han kände som spelade musik. Ett halvt år senare återvände han med gitarristen John Ricco, basisten Pete McClanahan och ex-Killing Joke-trummisen Paul Ferguson.
Bandet hette Warrior Soul och spelade intrikat heavy metal med ett starkt samhälleligt budskap. Efter några konserter på Pyramid fick de ett skivkontrakt med Geffen Records. Debutalbumet Last Decade Dead Century (1990) möttes av en positiv kritikerkår, men den kommersiella framgången uteblev. På uppföljaren Drugs, God and the New Republic vilade musiken på kombinationen av Riccos aggressiva gitarr och Clarkes argsinta lyrik. Drugs, God and the New Republic betraktas av många som bandets bästa, utan att den rönte bandet någon större framgång. Nu hade också trummisen Mark Evans kommit in i bandet.
På gruppens fjärde skiva Chill Pill var ilskan nedtonad och musiken är mer experimentell. Två gästmusiker medverkade på skivan, Andy Harp på det australiensiska blåsinstrumentet didjeridu och Michael Monroe på saxofon och munharmonika. 
Efter att bandet inte ännu heller lyckats slå igenom på allvar, fick Evans och Ricco nog och lämnade gruppen, varpå X-factor (Alex Arundel) tog över gitarren och Scott Duboys trumpinnarna.
Den femte och sista skivan Space Age Playboys (1994) blev inte heller den framgång man hoppats på och året därpå upplöstes gruppen. År 1999 gjorde gruppen en kort comeback för att göra reklam för Greatest Hits-skivan Classics, men man stannade vid några konserter. År 2007 genomförde Warrior Soul flera spelningar i Europa. År 2012 släppte bandet skivan Stiff Middle Finger.

## Medlemmar
Nuvarande medlemmar
- Kory Clarke – sång, (1987–1995, 2001, 2007– )
- Rille Lundell – gitarr (2007– )
- Freddie Cocker Kvarnebrink – trummor (2010– )
- Xevi ''Strings'' Abellán – gitarr (2012– )
- Sue Gere – basgitarr (2012– )

Tidigare medlemmar
- Cliff St. Croix – gitarr (1987)
- Robert Pauls – basgitarr (1987)
- Sam Manelli – trummor (1987)
- Pete McClanahan – basgitarr (1988–1995)
- John Ricco – gitarr (1988–1993)
- Paul Ferguson – trummor (1988–1990)
- Mark Evans – trummor (1991–1993)
- X-Factor (Alexander Arundel aka Gene Poole) – gitarr (1994–1995)
- Chris Moffett – gitarr (1994–1995)
- Scott Dubois (aka Scott Duboys) – trummor (1995–1996)
- Peter Jay Tsudis – gitarr (1995)
- Johnny H – gitarr (2007–2012)
- Mike McNamara – basgitarr (2007)
- Janne Jarvis – basgitarr (2007–2011)
- Rob "Stevo" Stephenson – trummor (2007–2009)
- Billy Williams (2009–2010)
- Danny Engstrom - basgitarr 2011-2012

## Diskografi
- (1990) Last Decade Dead Century
- (1991) Drugs, God and the New Republic
- (1992) Salutations from the Ghetto Nation
- (1993) Chill Pill
- (1995) Space Age Playboys
- (1996) Odds & Ends
- (2000) Classics
- (2008) Live in England
- (2009) Destroy the War Machine (ursprunglig utgiven som Chinese Democracy)
- (2012) Stiff Middle Finger
- (2017) Back On The Lash
- (2019) Rock 'N' Roll Disease